# 弗里德里希 (符腾堡)
弗里德里希·菲利普·卡尔·法蘭茲·馬利亚（Friedrich Philipp Carl Franz Maria，1961年6月1日—2018年5月9日），生于德国腓特烈港，已被废黜的符腾堡王国王室后裔。
符腾堡公爵卡尔与法國巴黎伯爵亨利之女戴安的长子，前任符腾堡王储，符腾堡王位继承人。
2018年5月9日，弗里德里希因車禍，先於其父去世，享年56歲。

## 家庭
1993年11月13日，弗里德里希在Altshausen娶维德的瑪麗公主（Wilhelmine Friederike Pauline Elisabeth Marie），现有一子二女：
- 长子威廉·弗里德里希·卡尔·菲利普·阿尔布雷希特·尼库劳斯·埃里克·玛利亚（Wilhelm Friedrich Carl Philipp Albrecht Nikolaus Erich Maria，1994年8月13日-）；

- 长女玛丽-艾米丽·戴安娜·凯瑟琳·贝娅特丽克丝·菲利帕·索菲（Marie-Amélie Diane Katherine Beatrix Philippa Sophie，1996年3月11日-）；

- 次女索菲-多萝西·玛提娜·约翰娜·亨利埃特·查里塔丝·玛利亚（Sophie-Dorothee Martina Johanna Henriette Charitas Maria，1997年8月19日-）。